# Стиклестад
Стиклестад (норв. Stiklestad, др.-сканд. Stiklarstaðir) — населённый пункт в коммуне Вердал, в губернии Нур-Трёнделаг в Норвегии.

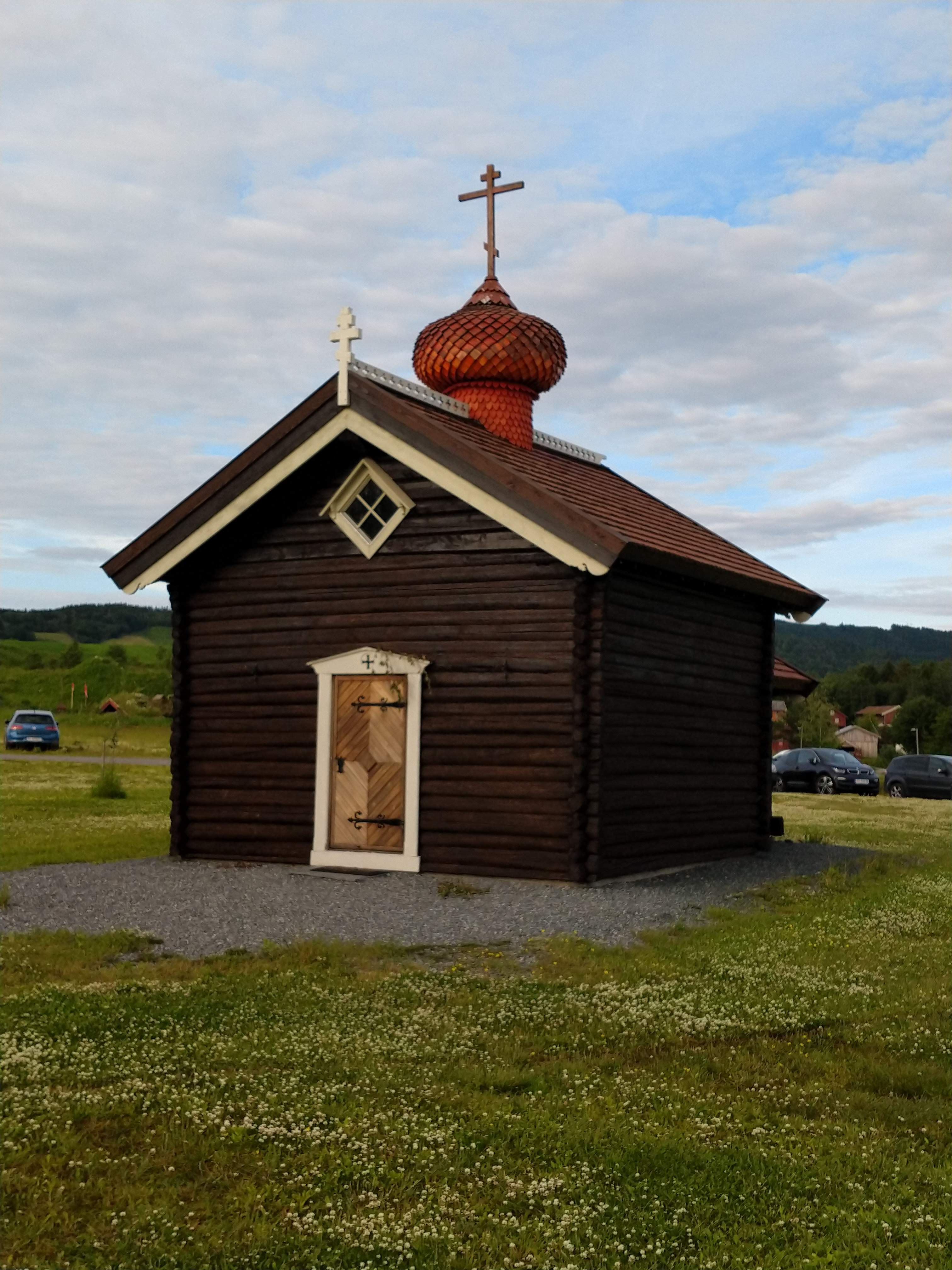
Православная часовня

Расположен в 4 км к востоку от административного центра Вердалсёра и в 2 км к юго-востоку от Форбрегда.
Место известно в связи со средневековой битвой, состоявшейся 29 июля 1030 года, в которой король Олав II Святой был смертельно ранен. Приходская лютеранская церковь, воздвигнутая позднее, расположена на месте, где король-мученик пал в бою.
В 2014 году близ лютеранского храма была воздвигнута православная часовня, перенесённая из скита святого Олафа. 14 сентября 2014 года рядом с часовней была установлена малая звонница, а 16 октября часовня была освящена архиепископом Егорьевским Марком (Головковым).